# Maurício de Tebas
São Maurício foi um capitão na Legião Tebana, uma unidade lendária do exército romano que fora recrutada no Alto Egito, na cidade de Tebas, e era composta inteiramente de cristãos.

## Vida e obras
Durante a insurreição da Gália, principalmente contra os bagaudas, por volta do ano 286, Maximiano marchou com a Legião Tebana sendo uma parte do seu exército.
Depois da revolta ter sido suprimida, e no seu retorno para Agauno (agora Saint-Maurice-en-Valais) na Suíça, Maximiano deu ordem para que todo exército fizesse sacrifícios aos deuses romanos em agradecimento ao sucesso da campanha. Como parte da celebração, o imperador também ordenou a execução de vários prisioneiros cristãos. A Legião Tebana recusou-se a obedecer a ordem e se retirou dos ritos, deixando o acampamento e se distanciando bem longe do resto do exército para não ser impelida ao que eles viam como terrorismo contra suas crenças.
Maximiano repetidamente ordenou que a Legião Tebana obedecesse suas ordens, e quando eles continuaram recusando, ele ordenou que a unidade fosse "dizimada", uma prática na qual um de cada dez homens era morto.
A Legião, contudo, não se abalou, apesar das ameaças de uma segunda dizimação, que foi executada. O imperador disse aos remanescentes que seriam todos mortos, mas seu capitão, Maurício, inspirou neles o exemplo dos soldados já martirizados, e lhes falou que a todos eles estava assegurado um lugar no Céu. Todos foram decapitados por outros soldados, sem resistência. Maximiano chegou a ponto de levar as execuções até mesmo contra os membros da Legião Tebana estacionada em outro lugar no Império da Gália, incluindo a própria Roma.

## Devoção
São Maurício é um dos santos mais populares da Europa ocidental. Há mais de 650 lugares sagrados que levam seu nome na França. Mais de setenta cidades levam o nome dele.
Na Idade Média são Maurício foi o santo protetor de várias dinastias da Europa e depois dos santos imperadores romanos, muitos dos quais foram ungidos diante do altar de São Maurício na Basílica de São Pedro, em Roma.
O rei Sigismundo da Borgonha doou terra para um mosteiro em honra dele, em 515.
Henrique I da Germânia (919-936) cedeu a província suíça de  Aargau em troca da Lança dos Santos; e a relíquia sagrada, a Espada de São Maurício, foi usada pela última vez na coroação do Imperador Carlos da Áustria como rei da Hungria, em 1916.
No Brasil, é considerado o padroeiro das Escolas Militares e da União Católica dos Militares.

## Patrono em
Zermatt

## Imagens de São Maurício

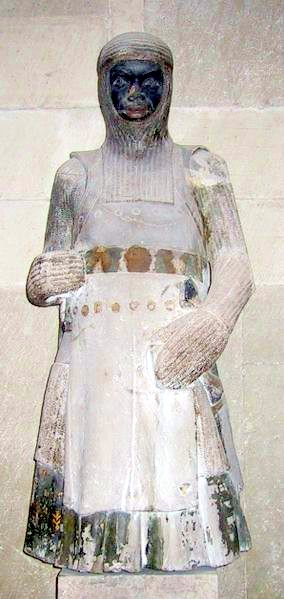
Estátua do séc. XIII da Catedral de Magdeburgo.
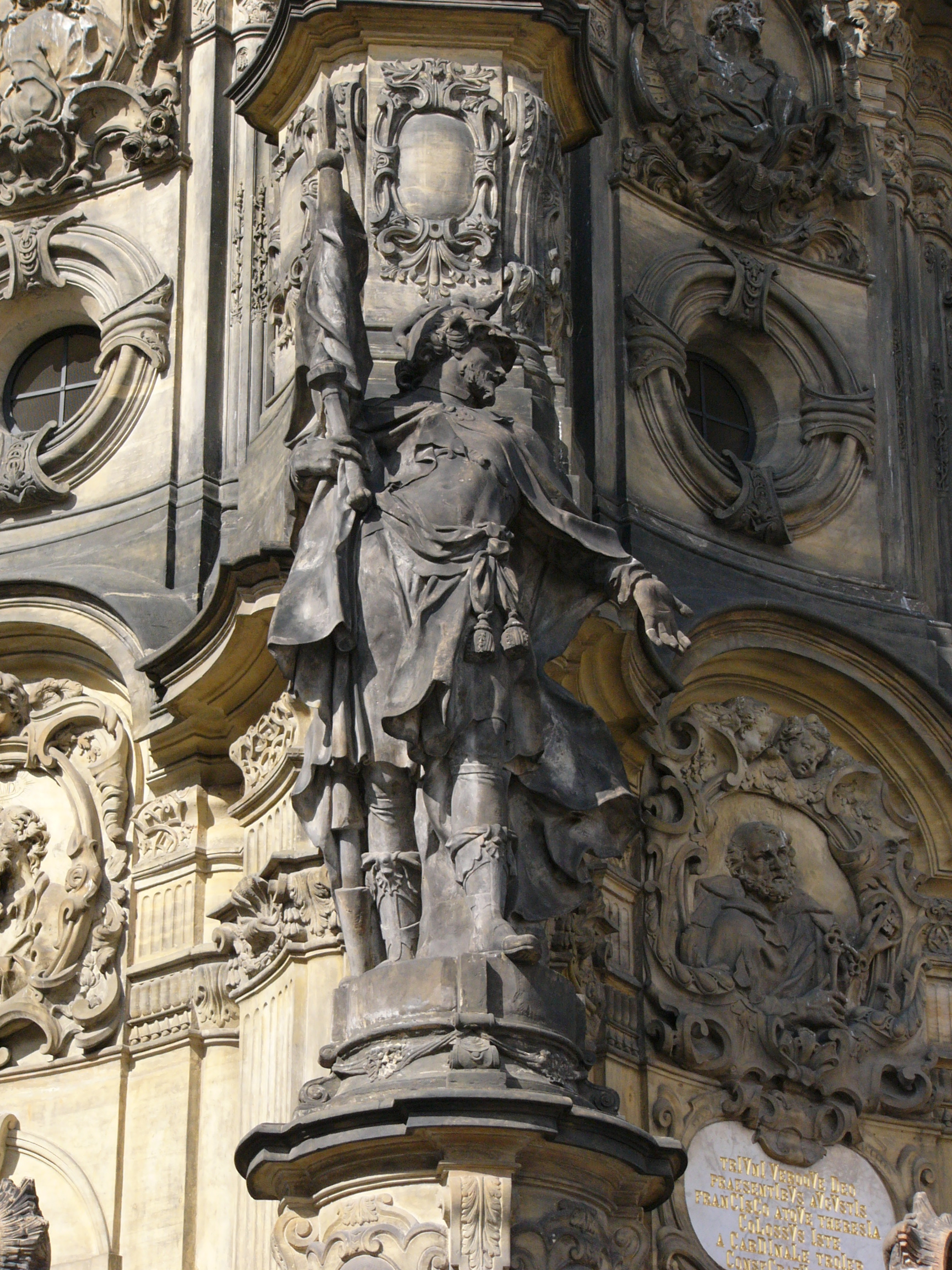
Escultura barroca do séc. XVIII na Coluna da Santíssima Trindade em Olomouc, então do Império Austro-Húngaro, hoje da Rep. Checa.
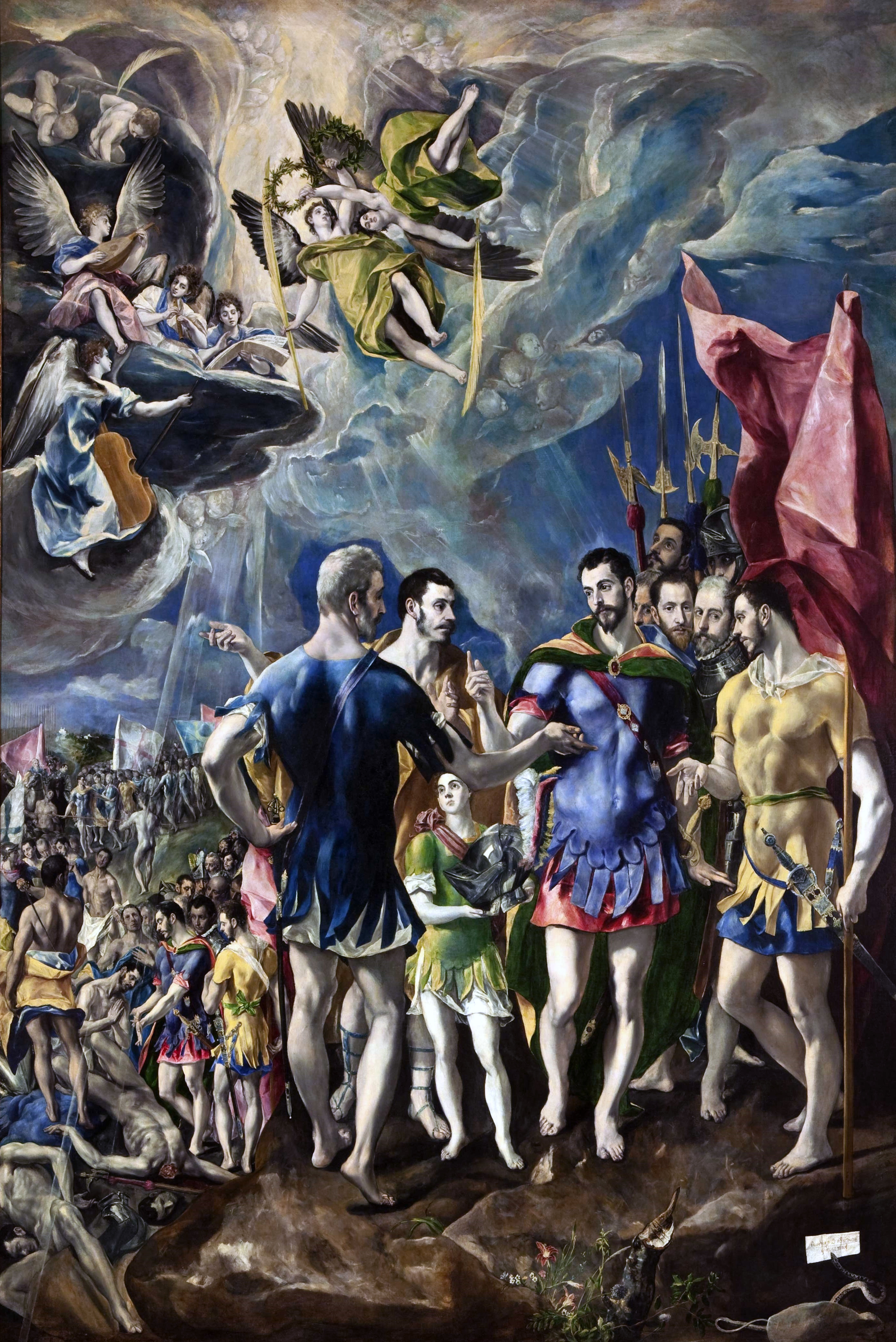
"Martírio de São Maurício" de El Greco, 1580-82.
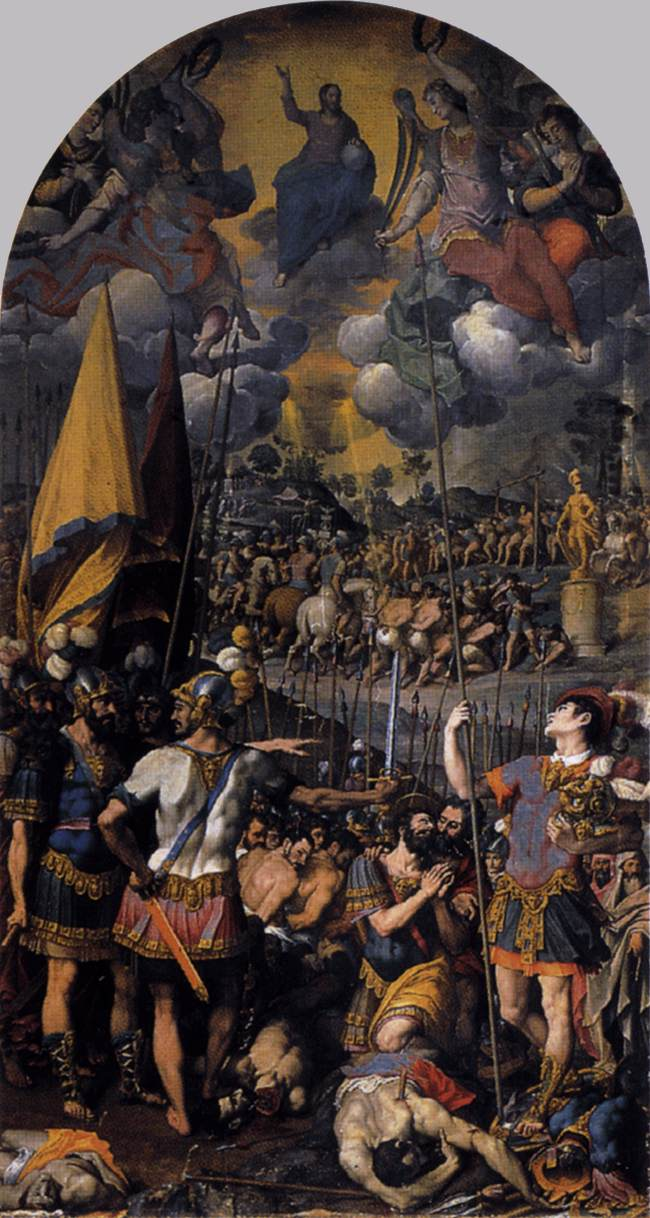
"Martírio de São Maurício" de Romulo Cincinato, 1583. Óleo sobre tela, 540 x 288 cm, Mosteiro de San Lorenzo, El Escorial, Espanha. Cincinnato deu ênfase à cena da execução.
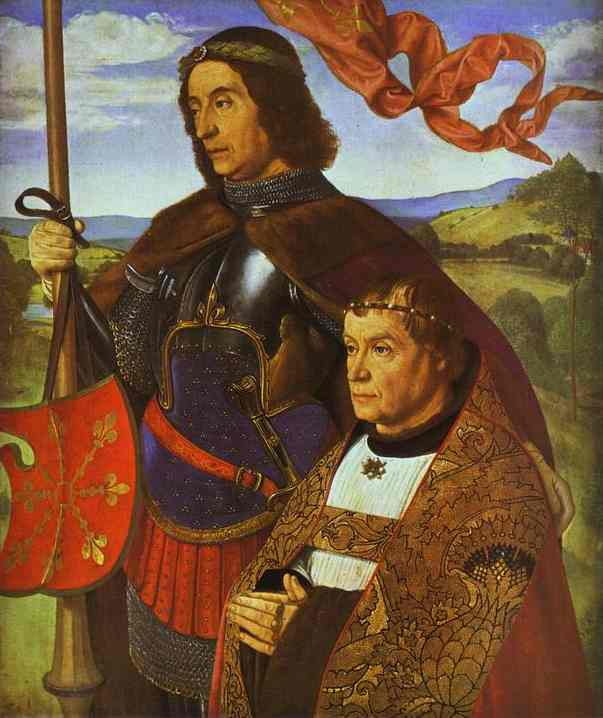
Jean Hey. "Retrado de Francisco de Chateaubriand apresentado por S. Maurício, c. 1500". Pintura sobre madeira. Glasgow Museums and Art Galleries, Glasgow, Escócia.
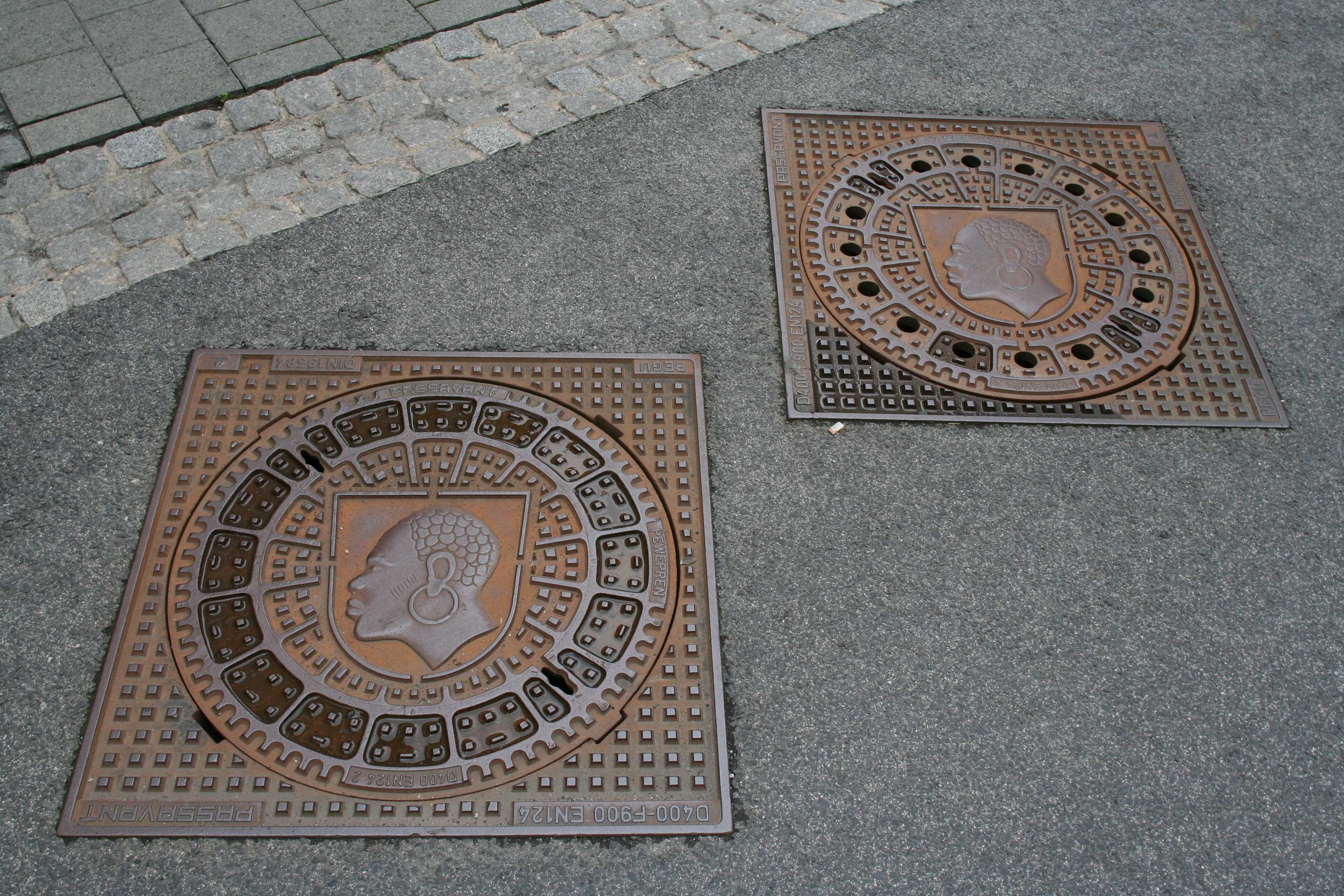
S. Maurício no brasão de Coburg.
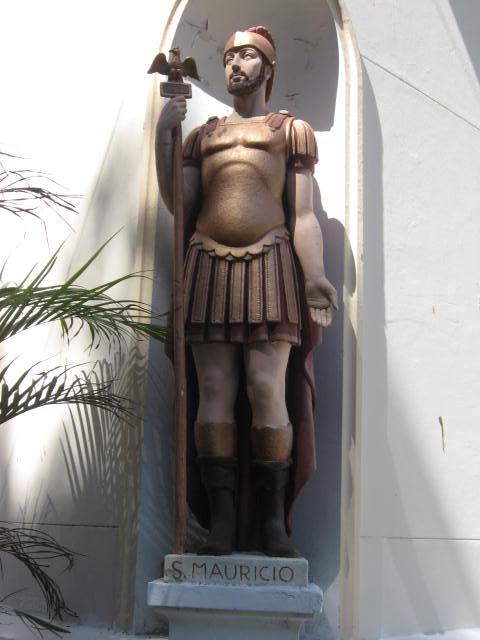
Estátua de S. Maurício no Colégio Militar do Rio de Janeiro, Brasil.
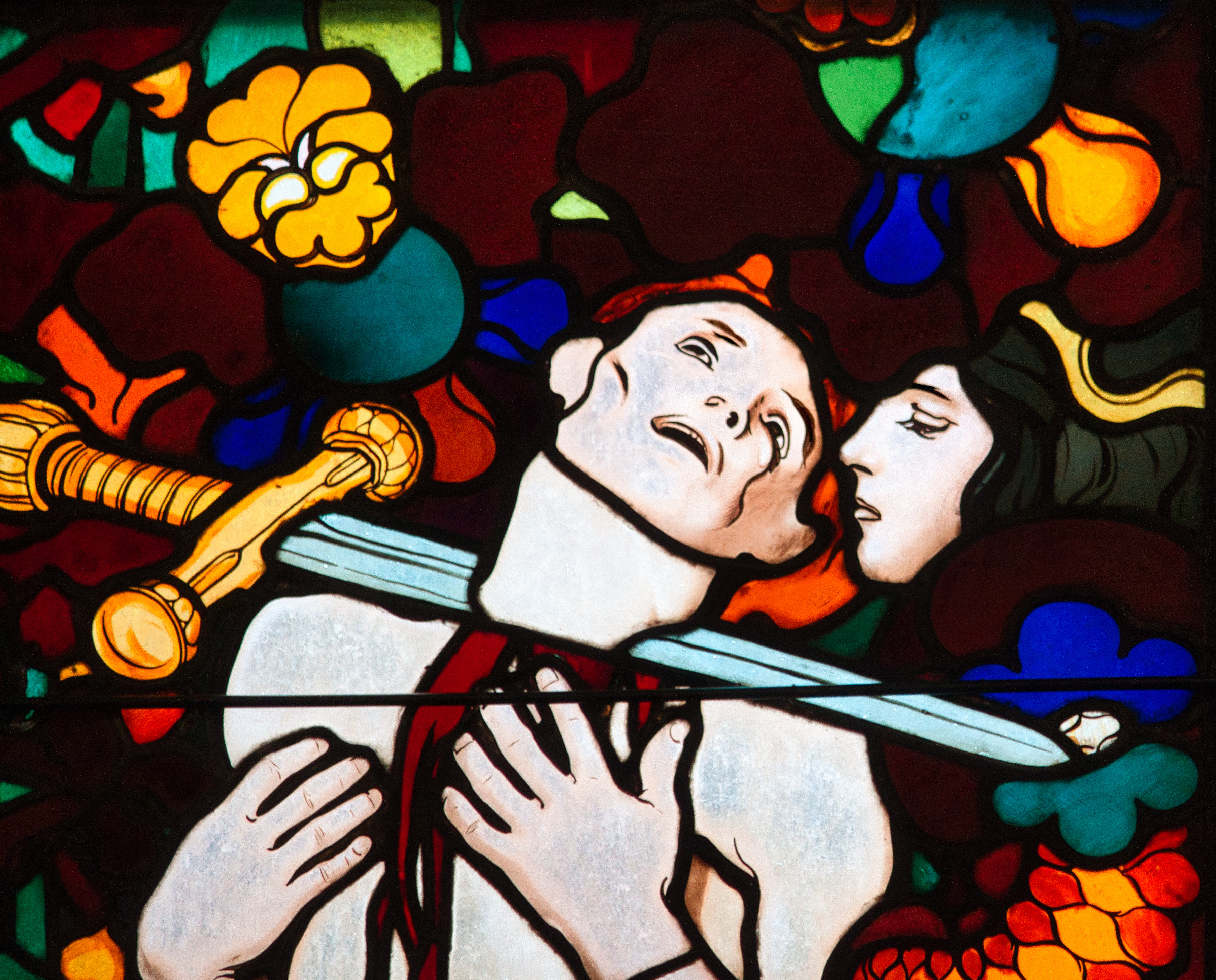
Maurício com uma mulher chorando, detalhe dos vitrais dos martires de Józef Mehoffer, na catedral de Friburgo, Suíça